# Hermina Rašković
Hermina Rašković r. Travenić (1866. − 1925.), hrvatska kazališna glumica

## Životopis
Rodila se je 1866. godine. Bila je učenica učenica glumačke škole koju je hrvatski redatelj Nikola Milan Simeonović osnovao 1881. godine. 
Kratkotrajnu školu osnovao je 1881. redatelj Nikola Milan Simeonović, iz koje su izašle Paula Grbić i Hermina Rašković. Otvorenje škole kasnilo je 20 godina za odredbom Hrvatskog sabora iz 1861., da se ima otvoriti »učilište za osoblje kazalištno«. 
Zna se da je Hermina Travenić odigrala ulogu duhovite i jezičave sobarice Josipe u Simeonovićevoj tročinci napisanoj godinu ranije, Izvornoj slici iz života Dva Leopoldovca, praizvedenoj u HNK-u 14. ožujka 1880. godine. Praizvedbu je režirao Adam Mandrović.